# قاسم سليماني
اللواء قاسم سليماني (بالفارسية: قاسم سلیمانی) (11 مارس 1957 - 3 يناير 2020) كان عسكرياً إيرانياً وقائداً لفيلق القدس من 1998 خلفاً لأحمد وحيدي حتی مقتله. وهي فرقة تابعة للحرس الثوري الإيراني والمسؤولة أساسا عن العمليات العسكرية والعمليات السرية خارج الحدود الإقليمية. وهو من قدامى المحاربين في الحرب العراقية الإيرانية في الثمانينيات، خلال الحرب العراقية الإيرانية، قاد فيلق 41 ثار الله (وهو فيلق محافظة كرمان). في 24 كانون الثاني/ يناير 2011 رقيت الرتبة العسكرية لقاسم سليماني من عقيد إلى لواء بواسطة قائد الثورة الإيرانية علي خامنئي. وكان له دور محوري وأساسي في امتداد النفوذ الإيراني للشرق الأوسط، خاصةً العراق وسوريا ولبنان واليمن. وكانت أساليبه مزيجا من المساعدة العسكرية للحلفاء الأيديولوجيين والدبلوماسية الإستراتيجية الصعبة. وقد قدّم منذ فترة طويلة مساعدات عسكرية للشيعة والجماعات الكردية المناهضة للرئيس صدام حسين في العراق وحزب الله في لبنان وحركة حماس في الأراضي الفلسطينية. في عام 2012، ساعد سليماني في دعم الحكومة السورية، خلال الحرب الأهلية السورية. كما ساعد سليماني في قيادة قوات الحكومة العراقية والحشد الشعبي المشتركة التي تقدمت ضد الدولة الإسلامية في العراق والشام (داعش) في 2014-2015. كان سليماني يحظى بشعبية كبيرة بين الإيرانيين، حيث اعتبره مؤيدوه «بطلاً نكران الذات يقاتل أعداء إيران».
صُنف سليماني من قبل أمريكا كداعم للإرهاب.
وفي 3 يناير 2020، قُتل قاسم سليماني في غارة جوية أمريكية بطائرة بدون طيار بالقرب من مطار بغداد، التي أمر بها الرئيس الأمريكي دونالد ترامب على أساس أن سليماني يشكل تهديدًا وشيكًا على الأرواح الأمريكية. شكك بعض المعلقين في ضرورة الهجوم وأعربوا عن قلقهم من خطر الرد الإيراني. أُقيمت جنازة قاسم سليماني في بعض مدن العراق وعددًا من مدن إيران وسط حضور حشود غفيرة من الناس. وفي 7 يناير 2020 بعد ساعات من دفنه، أطلق الحرس الثوري الإيراني صواريخ على القواعد الأمريكية في العراق ردا على اغتياله.

## حياته
ولد سليماني في 11 مارس 1957م في قرية قَناة مَلِك من توابع مقاطعة رابر بمحافظة كرمان في إيران.وعمل في شبابه عامل بناء ليساعد أباه على سداد ديونه، وبعد نجاح الثورة الإسلامية في إيران التحق بحرس الثورة الإسلامية في أوائل عام 1980م.شارك في الحرب العراقية الإيرانية منذ بدايتها وقاد فيلق 41 المسمى بثأر الله وهو فيلق محافظة كرمان خلال الحرب. ثم رُقي ليصبح واحدًا من بين عشرة قادة إيرانيين مهمين في الفرق الإيرانية العسكرية المنتشرة على الحدود. في 1998م عُيّن قائداً لفيلق القدس في الحرس الثوري خلفًا لأحمد وحيدي. وفي 24 يناير/كانون الثاني 2011 رُقي من رتبة عقيد إلى لواء.

## مهنة وأنشطة
انضم سليماني إلى الحرس الثوري في عام 1979 بعد الثورة الإسلامية، التي شهدت سقوط الشاه وتولى آية الله الخميني السلطة. وذكر أن تدريبه كان ضئيلا، لكنه تقدم بسرعة. في وقت مبكر من حياته المهنية كرجل حراسة، كان متمركزا في شمال غرب إيران، وشارك في قمع انتفاضة كردية انفصالية في مقاطعة أذربيجان الغربية.
في 22 سبتمبر 1980، وبعد إطلاق الحرب الإيرانية العراقية (1980-1988)، انضم سليماني إلى ساحة المعركة بصفته قائد شركة عسكرية، تتألف من رجال من كرمان الذي جمعهم ودربهم شخصيا. وسرعان ما حصل على سمعة الشجاعة، وارتقى من خلال الرتب بسبب دوره في العمليات الناجحة في استعادة الأراضي التي احتلها العراق وأصبح في نهاية المطاف قائد فرقة 41 ثار الله وهو فيلق محافظة كرمان في حين لا يزال في العشرينات من عمره، وكان يشارك في معظم العمليات الرئيسية. وكان عموما متمركزا في الجبهة الجنوبية. وقد أصيب بجروح بالغة في عملية طريق-القدس. وأشار في مقابلة أجريت في عام 1990 إلى عملية فتح المبين بأنها من أفضل العمليات التي شارك فيها ولا تنسى أبدا، نظرا للصعوبات التي واجهها بعد النتيجة الإيجابية. كما شارك في قيادة وتنظيم بعثات الحرب غير النظامية داخل العراق قام بها مقر رمضان. وعند هذه النقطة أقام السليماني علاقات مع القادة العراقيين الأكراد ومنظمة بدر الشيعية، وكلاهما عارضا الرئيس العراقي صدام حسين.
بعد الحرب، خلال عقد التسعينيات، كان قائد الحرس الثوري الإسلامي في مقاطعة كرمان. وفي هذه المنطقة، القريبة نسبيا من أفغانستان، يصدر الأفيون الذي يزرع في أفغانستان إلى تركيا وإلى أوروبا. وساعدته تجربته العسكرية على اكتساب سمعة جيدة كمقاتل ناجح ضد تهريب المخدرات.
وفي 1998 عُيِّنَ قائداً لقوة قدس في الحرس الثوري خلفا لأحمد وحيدي وهي وحدة قوات خاصة للحرس الثوري الإيراني، ومسؤولة عن عمليات خارج الحدود الإقليمية.

### قيادةقوة القدس
لا يعرف التاريخ الدقيق لتعيينه قائدا لقوة القدس في الحرس الثوري الإيراني ليس واضحا، إلا أنّ علي آلفونه يذكر أنه بين 10 سبتمبر 1997 و21 مارس 1998. وكان يعتبر أحد الخلفاء المحتملين لمنصب قائد الحرس الثوري الإيراني، عندما ترك الجنرال يحيى رحيم صفوي هذا المنصب في عام 2007. وقاد سليماني مجموعة من المحققين الإيرانيين الذين يبحثون عن وفاة عماد مغنية عام 2008. كما ساعد سليماني في التوصل إلى وقف إطلاق النار بين الجيش العراقي وجيش المهدي في شهر مارس 2008.
وعقب هجمات 11 سبتمبر 2001، توجه ريان كروكر، وهو مسؤول رفيع المستوى بوزارة الخارجية الأمريكية، إلى جنيف للقاء الدبلوماسيين الإيرانيين الذين كانوا تحت إشراف سليماني بهدف التعاون لتدمير طالبان التي استهدفت الشيعة الأفغان. وكان هذا التعاون مفيدا في تحديد أهداف عمليات القصف في أفغانستان وفي القبض على عناصر القاعدة الرئيسية، لكنه انتهى فجأة في يناير 2002 عندما اعتبر جورج بوش الابن إيران جُزءًا من «محور الشر» في خطابهِ عن حالة الاتحاد.
في 24 يناير 2011، تمت ترقية سليماني إلى رتبة اللواء من قبل المرشد الأعلى علي خامنئي. يوصف خامنئي بأنه على علاقة وثيقة معه، ودعا سليماني «شهيدا حيا».
وكان يوُصف سليماني بأنه «المنفذ الوحيد الأقوى في الشرق الأوسط» والاستراتيجي العسكري الرئيسي والتكتيكي في محاولة إيران لمكافحة النفوذ الغربي وكذلك كان يعتبر «أقوى مسؤول أمني في الشرق الأوسط».
وتولى سليماني بأمر من المرشد علي خامنئي مسؤولية السياسة الخارجية الإيرانية في عدة دول، منها لبنان والعراق وأفغانستان التي يجري اختيار الكثير من كوادر سفارات إيران فيها من بين ضباط الحرس الثوري الإيراني، ووفقا لبعض المصادر، فإن سليماني هو الزعيم والمعماري الرئيسي للجناح العسكري لحزب الله الشيعي اللبناني منذ تعيينه قائدا لفيلق القدس في عام 1998.

## في السياسة
في 1999، وقع هو وقادة قوات الحرس الثوري الإيراني على خطاب للرئيس حينئذ محمد خاتمي بخصوص مظاهرات الطلاب في يوليو. كتبوا «العزيز السيد خاتمي، إلى متى سنذرف الدموع، ونحزن على الأحداث، ونمارس الديمقراطية من خلال الفوضى والسباب، ونتحلى بالصبر الثوري في مقابل فوضى النظام؟ عزيزنا الرئيس، إن لم تتخذ قرارًا ثوريًا وتتصرف بموجب رسالتك القومية والإسلامية، فإن غدًا سيكون متأخرًا وغير قابل للتعافي بصورة لا يمكننا حتى تخيلها».
أعلنت وسائل الإعلام الإيرانية في 2012 أنه قد يُستبدل كقائد لقوات القدس للسماح له بالترشح في انتخابات إيران الرئاسية في 2013، إلا أنه رفض ترشيحه. طبقا لبي بي سي نيوز، بدأت حملة في 2015 بين المدونين الأصوليين الإيرانيين لدفع سليماني للترشح في انتخابات إيران الرئاسية 2017. في 2016، كان أحد المرشحين المحتملين، إلا أنه وفي إعلان نُشر في 15 سبتمبر 2016، أطلق على هذه التكهنات «إشاعات من الأعداء» وقال أنه سيبقى دائما جنديا بسيطا في خدمة إيران والثورة الإسلامية.

## سليماني واتهامات الإرهاب
صنفته الولايات المتحدة على أنه «داعم للإرهاب» بعد الكشف عن محاولة فاشلة لاغتيال السفير السعودي لدى الولايات المتحدة، وأكد وزير الخارجية السعودي عادل الجبير أن قاسم سليماني والحرس الثوري الإيراني وفيلق القدس مدرجون على «قائمة الإرهاب». أدرج اسم سليماني في القرار الأممي رقم 1747 وفي قائمة الأشخاص المفروض عليهم الحصار. في 18 مايو 2011، فرضت الولايات المتحدة عليه العقوبات مرة أخرى مع الرئيس السوري بشار الأسد وغيره من كبار المسؤولين السوريين بسبب تورطه في تقديم دعم مادي للحكومة السورية. في 24 يونيو 2011، المجلة الرسمية للإتحاد الأوروبي أن ثلاثة من قادة الحرس الثوري الإيراني أدرجوا في قائمة العقوبات لتوفيرهم أدوات للجيش السوري لغرض «قمع الثورة السورية».
الإيرانيين المضاف إسمهم لقائمة العقوبات هم كل من محمد علي جعفري وقاسم سليماني وهم قادة الحرس الثوري وحسين طائب مدير مخابرات الحرس الثوري. عوقب سليماني من قبل الحكومة السويسرية أيضا في سبتمبر 2011 بناءا على الأسباب التي أعتمدها الاتحاد الأوروبي. صنفته الولايات المتحدة «كإرهابي معروف» ولا يحق لأي مواطن أمريكي التعامل الاقتصادي معه. القائمة التي نشرت في الجريدة الرسمية للاتحاد الأوروبي في 24 يونيو عام 2011 تشمل أيضا شركة سورية وصندوق استثماري واثنين من شركات أخرى اتهمتا بتمويل حكومة الأسد. وتشمل القائمة أيضا محمد علي جعفري وحسين طائب. حسب مجلة نيوزويك، أرسلت إيران العقل المدبر العسكري، قاسم سليماني، قائد فيلق القدس وهذا علاوة للسلاح والزي العسكري والطيارين الذين أرسلتهم إلى العراق.
وصف حشمت الله طبرزدي، زعيم الجبهة الديموقراطية الإيرانية وهي أبرز حركات المعارضة السلمية في إيران قاسم سليماني على أنه «مجرم وإرهابي».
لعب قاسم سليماني دورا مهماً في محاربة تنظيم داعش، وهو تنظيم مسلح يندرج ضمن لائحة المُنظمات الإرهابية المُتّفق عليها دولياً.
شارك اللواء سليماني في تحرير مناطق واسعة من التنظيم في العراق. منها المعارك التي دارت شمال محافظة صلاح الدين،
ومعركة تحرير مدينة آمرلي، ومعركة استعادة مدينة تكريت وهي أهم مدينة بين بغداد والموصل ولها قیمة استراتیجیة عالية،
ومعركة الفلوجة في الأنبار غرب بغداد، وتحرير محافظة ديالى شمالي العراق وناحية جرف النصر الإستراتيجية قرب بغداد.
کما له دور في تنظيم الميليشيات وتنسيق العمليات العسكرية في سورية لمساعدة الحكومة السورية لإستعادة المناطق التي يسيطر عليها داعش، منها عملية رفع حصار مطار كويرس العسكري.

## الدور في أحداث سوريا
اكتسب سليماني لقب «أقوى مسؤول أمني» في الشرق الأوسط. وساعد سليماني في الأعوام الثلاثة الأخيرة الرئيس السوري بشار الأسد على قلب المكاسب التي حققها المقاتلون المعارضون في سورية بعدما بدا أن الحكومة السورية على وشك الانهيار، وذلك لأن سورية تشكل نقطة أساسية في محور الممانعة (أو المقاومة) في مواجهة نفوذ القوى الغربية في المنطقة.

### العمليات في حلب

خريطة هجمات حلب 2015

كان لسليماني تأثير حاسم على مسرح العمليات، وقد ادّى دوره إلى تقدم كبير في جنوب حلب، حيث استولت الحكومة والقوات المتحالفة على قاعدتين عسكريتين وعشرات البلدات والقرى في غضون أسابيع. كما حصلت هناك سلسلة من التطورات الرئيسية تجاه قاعدة كويريس الجوية إلى الشمال الشرقي. بحلول منتصف نوفمبر، استحوذ الجيش السوري وحلفاؤه على المناطق الجنوبية من محافظة حلب، ثم استولوا على العديد من معاقل المعارضة. وورد أن سليماني قاد شخصيًا القيادة في عمق ريف حلب الجنوبي؛ حيث استعادت الحكومة العديد من البلدات والقرى. ويقال إنه قاد الفرقة الآلية الرابعة التابعة للجيش العربي السوري، وحزب الله، وحركة النجباء، وكتائب حزب الله، ولواء أبو فضل العباس، وفرقة الفاطميون.
أصيب سليماني بجروح طفيفة أثناء القتال في سوريا، خارج العيس. تكهنت التقارير في البداية بأنه أصيب بجروح خطيرة. لكن نقل عنه قوله: «الاستشهاد هو ما ابحث عنه في الجبال والوديان، لكنه لم يُمنح لي بعد».
في أوائل فبراير 2016، شنت الفرقة الميكانيكية الرابعة- بالتنسيق مع حزب الله وقوات الدفاع الوطني وكتائب حزب الله وحركة النجباء- هجومًا في ريف محافظة حلب الشمالي، بدعم من الغارات الجوية الروسية والسورية، وقد أدى الهجوم في النهاية إلى فك الحصار عن بلدتي نبل والزهراء المحاصرتين منذ 3 سنوات وقطع طريق الإمداد الرئيسي للمعارضين من تركيا. وفقًا لمصدر أمني كبير غير سوري مقرب من دمشق، لعب المقاتلون الإيرانيون دورًا مهمًا في الهجوم. وقال «قاسم سليماني موجود في نفس المنطقة». في ديسمبر 2016، ظهرت صور جديدة لسليماني داخل قلعة حلب، على الرغم من أن التاريخ الدقيق للصور غير معروف.

## الحياة الشخصية والصورة العامة

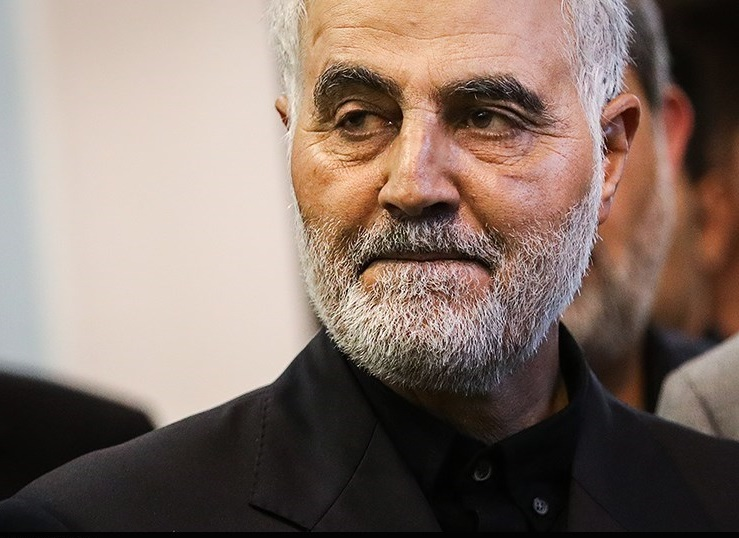
سليماني في مراسم عزاء والده في 2017.

كان والد سليماني واسمه حسّان مزارعا وتوفي في 2017، ووالدته اسمها فاطمة وتوفيت في 2013. ترك سليماني خلفه أربع أشقاء. شقيقه الصغير سهراب الذي عاش وعمل معه في صغره، هو الآن آمر سجن والمدير العام السابق لمنظمة السجون في طهران. فرضت الولايات المتحدة على سهراب سليماني عقوبات في أبريل 2017 «بسبب دوره في الانتهاكات في السجون الإيرانية». ترك خمسة أبناء: ثلاث ذكور وابنتين. إحدى بناته وهي زينب كانت تطلب الانتقام لمقتل والدها. وُصف سليماني بأنه يملك «حضورا هادئا»، وأنه «لا يجلب الانتباه لنفسه ونادرا ما يرفع صوته» ويُظهر كاريزما مُقلَّلٌ منها. وخلافا لقادة الحرس الثوري الآخرين، كان لا يظهر عادة في بدلته العسكرية الرسمية، حتى في ساحة المعركة. في يناير 2015، قال عنه هادي العامري قائد منظمة بدر في العراق:«لو لم يكن قاسم سليماني متواجدا في العراق، ما كان حيدر العبادي ليتمكن من تشكيل حكومته داخل العراق». كان سليماني شخصية وطنية ذات شعبية في إيران، ويُعتبر بطلا بين المحافظين. تبعا لاستفتاء أُجري بالتعاون مع «إيران بول» لكلية السياسة العامة بجامعة ماريلاند، اعتبارا من أكتوبر 2019 كان يُنظر إلى سليماني بشكل إيجابي من قبل 82% من الإيرانيين مع 59% منهم يراه بشكل إيجابي جدا. كان يُعتبر غالبا أنه ثاني أقوى شخصية وجنرال في إيران بعد علي خامنئي. منذ الحرب العراقية الإيرانية (1980–88)، التي هُوجمت فيها إيران من قبل صدام حسين والدول التي حالفته بما فيها الولايات المتحدة التي زودت العراق بالأسلحة والاستخبارات، أصبح سليماني مهندس إيران في سياستها الخارجية في الشرق الأوسط وشخصية مفتاحية خلف سياسات إيران الخارجية والدفاعية.
أسّس سليماني لعلاقات عامة وأسلوب تمجيد شخصية شكل جزءا من صورته. بعد مقتله، كثفت الحملة الدعائية الإيرانية من جهود التضليل في سبيل توجيه الرأي العام العالمي نحو تمجيد سليماني. شملت هذه المجهودات قنوات تلفزيونية تديرها الدولة والعديد من حسابات التواصل الاجتماعي -نسبة كبيرة منها أنشئت حديثا- تنشر صورا وأوصافا لسليماني مثل «بطل»، «محارب نبيل» نالت رضى كل من الوطنيين والمحافظين الدينيين. يعتقد العديد أن هذه الإجراءات كانت ناجحة جزئيًا على الأقل، بحجة أنه حتى بعض وسائل الإعلام الأمريكية كانت متحيزة.

## الاغتيال

### العمليّة
بحلول العاشرة مساءً من يوم الثاني من كانون الثاني/يناير 2020 بتوقيت جرينتش (الـ 01:00 صباحًا من اليوم الموالي بتوقيت العراق)؛ سُمع دوي انفجارات قرب مطار بغداد الدولي كما لُوحظَ تحليقٌ مكثفٌ للطيران في المنطقة. ذكرت في البداية مصادر أمنية عراقية عن أنَّ الانفجارات ناجمةٌ عن سقوط 3 صواريخ في المحيط الخلفي للمطار ولم يُتحدث عن أيّ خسائر بشرية. تبيّن فيما بعد أن الصواريخ سقطت قُرب موقعٍ مشتركٍ للقوات الأمريكية وقوات مكافحة الإرهاب. مباشرةً بعد ذلك؛ تحدثت بعضُ وسائل الإعلام عن قصفٍ على المطار طال «سيارات مدنية» كما أشاروا إلى أنباء عن سقوط قتلى وجرحى دون تحديدِ الهويّات.
بعد حوالي ساعة ونصف من الهجوم؛ قال مصدرٌ أمنيّ عراقي لم يكشف عن هويّته إن القصف قد أدى إلى مقتل مسؤول العلاقات في الحشد الشعبي محمد الجابري وآخرين؛ قبل أن يُطلّ الحشد عبر بيانٍ أعلن فيهِ مقتل 5 من قياديه بينهم مسؤول العلاقات و«ضيفين» لم يَكشف عن هويّاتهما. بحلول الرابعة صباحًا من يوم الثالث من كانون الثاني/يناير (بتوقيت العراق)؛ بدأت وسائل إعلام عراقية في الحديث عن هويّة «الضيف» الذي قُتل خلال القصف مُشيرين لقاسم سليماني قائد فيلق القدس قبل أن يؤكّد التلفزيون العراقي الرسمي خبر مقتلهِ في القصفِ صاروخي الذي استهدف سيارته على طريق مطار بغداد.
في تمام الساعة الخامسة صباحًا (بتوقيت العراق)؛ قال متحدثٌ باسمِ الحشد الشعبي لوكالة رويترز للأنباء «إن الأمريكيين والإسرائيليين وراء مقتل سليماني والمهندس» فيما أكّد مسؤولون أمريكيون لنفسِ الوكالة أن «أمريكا نفذت ضربات ضد هدفين لهما صلة بإيران في بغداد»؛ وبعد حوالي نصف الساعة أكّد «مسؤول رفيع» بالبنتاغون لنيوزويك مقتل قاسم سليماني مُضيفًا: «ننتظرُ تحليل الحمض النووي الذي من المرجح جدًا أن يؤكد هوية الهدفين.»
وعند الساعة 05:40 صباحًا بتوقيت العراق؛ أعلنَ الحرس الثوري الإيراني صحّة الأخبار التي تحدثت عن مقتل قاسم سليماني في بغداد، وتلى ذلك بيانٌ من وزارة الدفاع الأمريكية يؤكّد أن «الجيش وبناءً على تعليمات الرئيس قتل قاسم سليماني وذلك كإجراءٍ دفاعي حاسم لحماية الموظفين الأمريكيين بالخارج» مُحملًا فيلق القدس المسؤولية عن مقتلِ مئات من القوات الأمريكية وقوات التحالف؛ فيما قال البيت الأبيض «إنَّ سليماني كان يُخطط لمهاجمة الدبلوماسيين الأمريكيين والجيش الأمريكي بالعراق والمنطقة.»
وصفت أنييس كالامار المقررة الخاصة للأمم المتحدة اغتيال قاسم سليماني، بانه عمل غير قانوني وانتهاكا للقانون الدولي لحقوق الإنسان وقالت إن الولايات المتحدة «بحاجة إلى إثبات أن الأشخاص المستهدفين كانوا [يشكلون] تهديدًا وشيكًا للآخرين».

### الجنازة
أُقيمت جنازة قاسم سليماني في الفترة الممتدة من الرابع وحتى السابع من كانون الثاني/يناير 2020 حيثُ شملت بعض مدن العراق وعددًا من مدن إيران بما في ذلك بغداد و‌كربلاء و‌النجف و‌الأحواز و‌مشهد والعاصمة طهران وكذا في قم وأخيرًا في مسقطِ رأسه كرمان.
في 4 يناير، أقيمت جنازة سليماني في العاصمة بغداد بحضور الآلاف من المشيعين، الذي لوحوا بأعلام العراق والميليشيات  وهتفوا «الموت لأمريكا، الموت لإسرائيل». وتم التشييع في العتبة الكاظمية في بغداد. وحضر رئيس الوزراء العراقي عادل عبد المهدي وزعماء الميليشيات الشيعية مراسم التشييع. ثم نُقِل جثمانه إلى المدن الشيعية المقدسة كربلاء والنجف.
في 5 يناير، نقل جثمانه إلى الأهواز، ثم إلى مشهد. فحضر عشرات الآلاف من المشيعين الذين يرتدون ملابس سوداء مراسم التشييع في الشوارع ولوحوا بأعلام خضراء وبيضاء وحمراء- ترمز عند الشيعة إلى دماء الأشخاص الذين قتلوا ظلماً والدعوة إلى الانتقام لقتلهم- ولطموا صدورهم.
في 6 يناير، وصل جثمان قاسم سليماني وجثامين قتلى الهجوم الأمريكي إلى العاصمة الإيرانية طهران. وشارك في تشييعهم حشود ضخمة، يقال مئات الآلاف أو الملايين. أمّ المرشد الأعلى علي خامنئي صلاة الجنازة في جامعة طهران على جثامينهم وبكى بينما كان يتلو دعاء لهم. قال قائد فيلق القدس إسماعيل قاآني، الذي عُيِّنَ قائداً بعد ساعات من مقتل سليماني: إن الله وعد بالثأر لدم الشهيد سليماني. وسأل وزير الخارجية الإيراني محمد جواد ظريف
ترامب، هل رأيت طيلة حياتك مثل هذا «البحر البشري»؟
يعتبر سليماني بطلاً وشهيداً في إيران. وكان أول رجل تم تكريمه باقامة مراسم تشييع متعدد له في مختلف المدن في تاريخ إيران. وقيل إن جنازته كانت الأكبر منذُ جنازة آية الله روح الله الخميني مُؤسّس الجمهورية الإسلاميّة الإيرانية عام 1989. في النهاية تم نقل جثمانه إلى مسقطِ رأسه كرمان ليُدفن هناك حسب وصيته، فشاركَ في جنازتهِ عددٌ كبيرٌ من الناس، لكن تسبّب التدافع بين الحشود في مقتل 56 من المشيعين على الأقل وإصابة أكثر من 200 آخرين.

### الانتقام
في 8 يناير 2020، شنت إيران هجوماً صاروخياً على القواعد الأمريكية في العراق ردا على اغتياله. وحسب ما اعلنه الحرس الثوري الإيراني أن قواته في منتصف ليل 8 يناير، استهدفت قاعدة عين الأسد الأمريكية في محافظة الأنبار العراقية بعشرات صواريخ أرض- أرض، إضافة إلى القاعدة الأميركية في أربيل، في أول رد إيراني على اغتيال واشنطن قائد «فيلق القدس».

## التصوير الثقافي والإرث

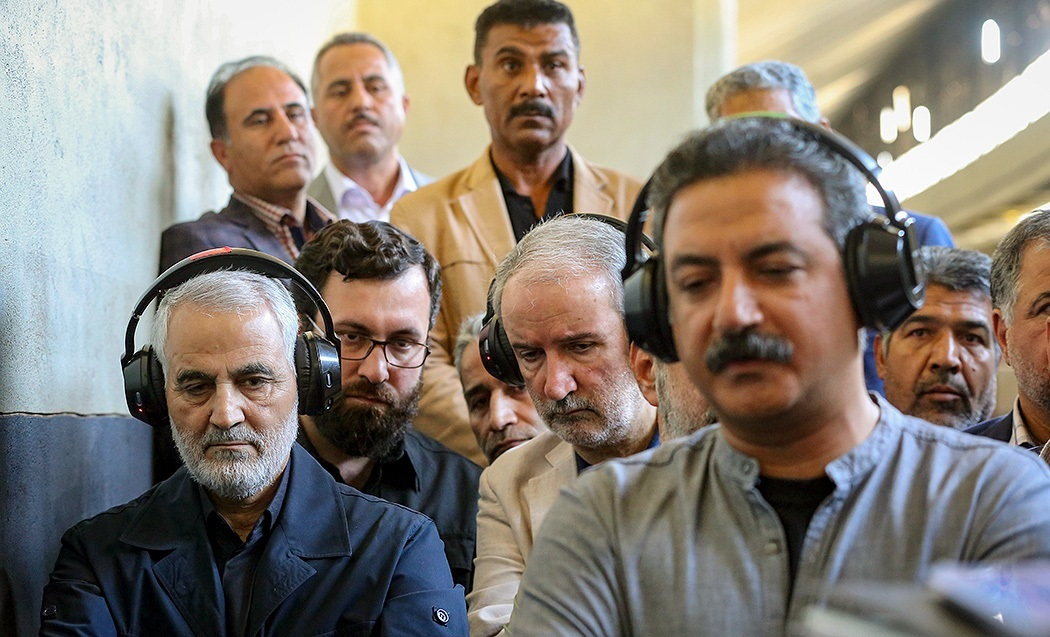
سليماني خلف الكواليس في فيلم 23 شخصا.

كتب عنه الأكاديمي الإيراني محسن كَديور وهو فقيه جعفري بعد اغتياله أن «سليماني كان هو الذراع الأقوى لخامنئي ويدعمه الإيرانيون، الذين غالبًا ما يكونون الأصوليون وبالطبع يوافق عليهم العديد من التيارات الوطنية خارج إيران... معارضو الدكتاتور السوري بشار الأسد يكرهون سليماني أكثر من غيرهم. كما تنتقده بعض التيارات القومية العراقية الذين لا يريدون أن تحميهم إيران. كما أن النقاد الإيرانيين لمغامرات الجمهورية الإسلامية في المنطقة لا يدعمون سليماني.»
- في سنة 2015، نشرت ذي وويك رسما كاريكاتوريا لسليماني في السرير مع العم سام، في إشارة إلى أن كلا الجانبين يقاتلان داعش.[142]

- في سنة 2016 كتاب فارسي بعنوان «أصدقاء نبلاء 17: الحاج قاسم»، كُتب بواسطة علي أكبري مزدبادي يحتوي على مذكرات قاسم سليماني.[143]
- أعيدت تسمية طريق الرسالات السريع في طهران إلى «شهيد سردار قاسم سليماني» تخليدا لذكراه.[144]
- في 13 يناير 2020، سلم وزير الدفاع السوري علي عبد الله أيوب وسام «بطل الجمهورية العربية السورية» الذي منحه الرئيس بشار الأسد لقاسم سليماني بعد وفاته، لنظيره الإيراني أمير حاتمي.[145]
- بعد وقت قصير من وفاته، ظهرت العديد من التمثيلات لقاسم سليماني في العديد من الرسوم الجدارية والملصقات الدعائية في إيران.[146] وسمت إيران صاروخا باليستيا باسمه.[147][148][149]
- «مشروع الشهيد سليماني» هو اسم مشروع تكميلي لمحاربة سارس-كوف-2،[150][151][152][153] وتم فيه تشخيص أزيد من 17 مليون منزل، وأُجري هذا الفحص من قبل أزيد من 4.5 «سفير صحة» في إيران.[154][155][156][157]